# Promozione Lombardia 1956-1957
La Promozione fu il massimo campionato regionale di calcio disputato nella stagione 1956-1957.
A ciascun girone, che garantiva al suo vincitore la promozione a condizione di soddisfare le condizioni economiche richieste dai regolamenti, partecipavano sedici squadre, ed era prevista la retrocessione solo delle ultime classificate, a causa dello sdoppiamento della IV Serie in Interregionale Prima e Seconda Categoria.
Questi sono i gironi organizzati dalla Lega Regionale Lombarda per la regione Lombardia.

## Girone A

### Squadre partecipanti
| Squadra                 | Città (provincia)         | Stagione precedente |
| ----------------------- | ------------------------- | ------------------- |
| A.C. Angelo Antonini    | Sarezzo (BS)              |                     |
| A.C. Beretta            | Gardone Val Trompia (BS)  |                     |
| U.S. Breno              | Breno (BS)                |                     |
| U.S. Clusone            | Clusone (BG)              |                     |
| Pol. Darfense           | Darfo Boario Terme (BS)   |                     |
| U.S. Desenzano          | Desenzano del Garda (BS)  |                     |
| U.S. Fiorita Pagliarini | Romano di Lombardia (BG)  |                     |
| U.S. Gazzaniga          | Gazzaniga (BG)            |                     |
| C.R.A.L. Ilva Lovere    | Lovere (BG)               |                     |
| A.S.C. Leffe            | Leffe (BG)                |                     |
| U.S. Nembrese           | Nembro (BG)               |                     |
| U.S. Nossese            | Ponte Nossa (BG)          |                     |
| U.S. Ponte San Pietro   | Ponte San Pietro (BG)     |                     |
| U.S. Rovatese           | Rovato (BS)               |                     |
| A.C. Toscolano Maderno  | Toscolano Maderno (BS)    |                     |
| U.S. Villanovese        | Villanuova sul Clisi (BS) |                     |

### Classifica finale
|  | Pos. | Squadra            | Pt | G  | V  | N  | P  | GF | GS | DR  |
|  | ---- | ------------------ | -- | -- | -- | -- | -- | -- | -- | --- |
|  | 1.   | Ponte San Pietro   | 52 | 30 | 23 | 6  | 1  | 61 | 14 | +47 |
|  | 2.   | Leffe              | 44 | 30 | 18 | 8  | 4  | 64 | 34 | +30 |
|  | 3.   | Toscolano Maderno  | 38 | 30 | 14 | 10 | 6  | 43 | 29 | +14 |
|  | 4.   | Villanovese        | 37 | 30 | 15 | 7  | 8  | 54 | 43 | +11 |
|  | 5.   | Angelo Antonini    | 35 | 30 | 12 | 11 | 7  | 38 | 29 | +9  |
|  | 6.   | Beretta Gardone    | 33 | 30 | 11 | 11 | 8  | 54 | 39 | +15 |
|  | 7.   | Breno              | 32 | 30 | 13 | 6  | 11 | 40 | 37 | +3  |
|  | 8.   | Ilva Lovere        | 28 | 30 | 10 | 8  | 12 | 37 | 41 | -4  |
|  | 9.   | Desenzano          | 26 | 30 | 8  | 10 | 12 | 44 | 46 | -2  |
|  | 10.  | Darfense           | 24 | 30 | 6  | 12 | 12 | 43 | 57 | -14 |
|  | 10.  | Nembrese           | 24 | 30 | 8  | 8  | 14 | 42 | 59 | -17 |
|  | 12.  | Fiorita Pagliarini | 23 | 30 | 8  | 7  | 15 | 41 | 61 | -20 |
|  | 13.  | Nossese            | 22 | 30 | 6  | 10 | 14 | 30 | 41 | -11 |
|  | 14.  | Rovatese           | 21 | 30 | 8  | 5  | 17 | 33 | 55 | -22 |
|  | 14.  | Clusone            | 21 | 30 | 5  | 11 | 14 | 39 | 61 | -22 |
|  | 16.  | Gazzaniga          | 20 | 30 | 7  | 6  | 17 | 35 | 52 | -17 |

Legenda:
      Ammesso alle finali regionali.
      Retrocesso in Prima Divisione.
Regolamento:
Due punti a vittoria, uno a pareggio, zero a sconfitta.
Pari merito in caso di pari punti.

## Girone B

### Squadre partecipanti
| Squadra                | Città (provincia)      | Stagione precedente |
| ---------------------- | ---------------------- | ------------------- |
| U.S. Aurora Desio 1922 | Desio (MI)             |                     |
| A.C. Calolziocorte     | Calolziocorte (BG)     |                     |
| U.S. Caratese          | Carate Brianza (MI)    |                     |
| U.S. Chiavennese       | Chiavenna (SO)         |                     |
| A.S.C. Cinisello       | Cinisello Balsamo (MI) |                     |
| G.S. Concorezzese      | Concorezzo (MI)        |                     |
| U.S. Gandinese         | Gandino (BG)           |                     |
| S.S. Luciano Manara    | Barzanò (CO)           |                     |
| U.S. Morbegnese        | Morbegno (SO)          |                     |
| A.S. Muggiò            | Muggiò (MI)            |                     |
| U.S. Niguardese        | Milano-Niguarda        |                     |
| S.S. Pro Lissone       | Lissone (MI)           |                     |
| Sondrio Sportiva       | Sondrio                |                     |
| A.C. Villasanta        | Villasanta (MI)        |                     |
| U.S. Vimercatese       | Vimercate (MI)         |                     |
| U.S. Vis Casatese      | Casatenovo (CO)        |                     |

### Classifica finale
|  | Pos. | Squadra        | Pt | G  | V  | N  | P  | GF | GS | DR  |
|  | ---- | -------------- | -- | -- | -- | -- | -- | -- | -- | --- |
|  | 1.   | Vimercatese    | 49 | 30 | 20 | 9  | 1  | 67 | 19 | +48 |
|  | 2.   | Pro Lissone    | 47 | 30 | 20 | 7  | 3  | 74 | 37 | +37 |
|  | 3.   | Gandinese      | 39 | 30 | 15 | 9  | 6  | 44 | 31 | +13 |
|  | 4.   | Morbegnese     | 36 | 30 | 14 | 8  | 8  | 62 | 46 | +16 |
|  | 4.   | Villasanta     | 36 | 30 | 14 | 8  | 8  | 48 | 36 | +12 |
|  | 6.   | Sondrio        | 35 | 30 | 15 | 5  | 10 | 37 | 28 | +9  |
|  | 7.   | Caratese       | 34 | 30 | 12 | 10 | 8  | 44 | 34 | +10 |
|  | 8.   | Vis Casatese   | 28 | 30 | 9  | 10 | 11 | 37 | 43 | -6  |
|  | 9.   | Concorezzese   | 27 | 30 | 11 | 5  | 14 | 37 | 40 | -3  |
|  | 10.  | Chiavennese    | 24 | 30 | 9  | 6  | 15 | 44 | 62 | -18 |
|  | 10.  | Luciano Manara | 24 | 30 | 8  | 8  | 14 | 44 | 59 | -15 |
|  | 12.  | Aurora Desio   | 22 | 30 | 7  | 8  | 15 | 30 | 44 | -14 |
|  | 12.  | Cinisello      | 22 | 30 | 7  | 8  | 15 | 43 | 53 | -10 |
|  | 14.  | Muggiò         | 19 | 30 | 5  | 9  | 16 | 38 | 60 | -22 |
|  | 14.  | Niguardese     | 19 | 30 | 6  | 7  | 17 | 41 | 68 | -27 |
|  | 16.  | Calolziocorte  | 17 | 30 | 5  | 7  | 18 | 34 | 68 | -34 |

Legenda:
      Ammesso alle finali regionali.
  Retrocesso e in seguito riammesso.
Regolamento:
Due punti a vittoria, uno a pareggio, zero a sconfitta.
Pari merito in caso di pari punti.
Note:
La gara del 28 aprile 1957 Aurora Desio-Pro Lissone è stata data persa ad entrambe le squadre dalla Lega Regionale Lombarda per illecito sportivo.

## Girone C

### Squadre partecipanti
| Squadra                        | Città (provincia)     | Stagione precedente |
| ------------------------------ | --------------------- | ------------------- |
| C.R.A.L. A.T.M. Sezione Calcio | Milano                |                     |
| A.S. Abbiategrasso             | Abbiategrasso (MI)    |                     |
| U.S. Arlunese                  | Arluno (MI)           |                     |
| A.C. Cassano d'Adda            | Cassano d'Adda (MI)   |                     |
| U.S. Corsico                   | Corsico (MI)          |                     |
| A.S. Erminio Giana             | Gorgonzola (MI)       |                     |
| S.S. Fulgor Canonica           | Canonica d'Adda (BG)  |                     |
| U.S. Ignis Olimpia             | Caravaggio (BG)       |                     |
| U.S. Inveruno                  | Inveruno (MI)         |                     |
| A.S. Magenta                   | Magenta (MI)          |                     |
| A.S. Rivoltana                 | Rivolta d'Adda (CR)   |                     |
| S.S. Siemens                   | Milano                |                     |
| C.S. Trevigliese               | Treviglio (BG)        |                     |
| S.S. Tritium                   | Trezzo sull'Adda (MI) |                     |
| U.S. Veltro                    | Caravaggio (BG)       |                     |
| A.C. Olimpica Verdellese (ACO) | Verdello (BG)         |                     |

### Classifica finale
|  | Pos. | Squadra           | Pt | G  | V  | N  | P  | GF | GS | DR  |
|  | ---- | ----------------- | -- | -- | -- | -- | -- | -- | -- | --- |
|  | 1.   | Magenta           | 44 | 30 | 16 | 12 | 2  | 52 | 24 | +28 |
|  | 2.   | Siemens           | 41 | 30 | 15 | 11 | 4  | 59 | 25 | +34 |
|  | 3.   | Ignis Olimpia     | 39 | 30 | 14 | 11 | 5  | 43 | 20 | +23 |
|  | 4.   | Tritium           | 39 | 30 | 15 | 9  | 6  | 46 | 31 | +15 |
|  | 5.   | Inveruno          | 37 | 30 | 13 | 11 | 6  | 51 | 30 | +21 |
|  | 6.   | Cassano           | 33 | 30 | 13 | 7  | 10 | 52 | 43 | +9  |
|  | 7.   | Abbiategrasso     | 30 | 30 | 9  | 12 | 9  | 43 | 45 | -2  |
|  | 8.   | Trevigliese       | 29 | 30 | 10 | 9  | 11 | 37 | 41 | -4  |
|  | 9.   | Verdellese        | 27 | 30 | 10 | 7  | 13 | 44 | 53 | -9  |
|  | 9.   | Arlunese          | 27 | 30 | 9  | 9  | 12 | 46 | 52 | -6  |
|  | 11.  | Fulgor Canonica   | 25 | 30 | 11 | 3  | 16 | 44 | 59 | -15 |
|  | 11.  | Corsico           | 25 | 30 | 8  | 9  | 13 | 38 | 56 | -18 |
|  | 13.  | Erminio Giana     | 24 | 30 | 9  | 6  | 15 | 42 | 58 | -16 |
|  | 14.  | Veltro Caravaggio | 22 | 30 | 8  | 6  | 16 | 38 | 59 | -21 |
|  | 15.  | Rivoltana         | 21 | 30 | 5  | 11 | 14 | 44 | 52 | -8  |
|  | 16.  | A.T.M.            | 17 | 30 | 6  | 5  | 19 | 39 | 70 | -31 |

Legenda:
      Ammesso alle finali regionali.
      Retrocesso in Prima Divisione.
Regolamento:
Due punti a vittoria, uno a pareggio, zero a sconfitta.
Pari merito in caso di pari punti.

## Girone D

### Squadre partecipanti
| Squadra                          | Città (provincia)       | Stagione precedente |
| -------------------------------- | ----------------------- | ------------------- |
| U.S. Mariano                     | Mariano Comense (CO)    |                     |
| U.S. Caronnese                   | Caronno Pertusella (VA) |                     |
| A.S. Cesano Maderno              | Cesano Maderno (MI)     |                     |
| U.S. Rescaldinese                | Rescaldina (MI)         |                     |
| Pol. Gaviratese                  | Gavirate (VA)           |                     |
| U.S. Gerenzanese                 | Gerenzano (VA)          |                     |
| F.B.C. Laveno Mombello           | Laveno Mombello (VA)    |                     |
| U.S. Lonatese                    | Lonate Pozzolo (VA)     |                     |
| F.B.C. Luino                     | Luino (VA)              |                     |
| G.S. Mobilieri Bovisio           | Bovisio Masciago (MI)   |                     |
| A.C. Parabiago                   | Parabiago (MI)          |                     |
| A.S. Seveso                      | Seveso (MI)             |                     |
| E.N.A.L. Snia Viscosa Sez.Calcio | Cesano Maderno (MI)     |                     |
| A.S. Solbiatese                  | Solbiate Arno (VA)      |                     |
| S.S. Sommese                     | Somma Lombardo (VA)     |                     |
| F.C. Vedanese                    | Vedano Olona (VA)       |                     |

### Classifica finale
|  | Pos. | Squadra           | Pt | G  | V  | N  | P  | GF | GS | DR  |
|  | ---- | ----------------- | -- | -- | -- | -- | -- | -- | -- | --- |
|  | 1.   | Solbiatese        | 50 | 30 | 22 | 6  | 2  | 76 | 30 | +46 |
|  | 2.   | Luino             | 40 | 30 | 15 | 10 | 5  | 62 | 35 | +27 |
|  | 3.   | Rescaldinese      | 38 | 30 | 16 | 6  | 8  | 70 | 49 | +21 |
|  | 3.   | Parabiago         | 38 | 30 | 17 | 4  | 9  | 49 | 29 | +20 |
|  | 5.   | Gaviratese        | 35 | 30 | 14 | 7  | 9  | 45 | 37 | +8  |
|  | 6.   | Snia Viscosa      | 34 | 30 | 14 | 6  | 10 | 44 | 32 | +12 |
|  | 7.   | Cesano Maderno    | 32 | 30 | 10 | 12 | 8  | 37 | 30 | +7  |
|  | 8.   | Seveso            | 30 | 30 | 10 | 10 | 10 | 61 | 66 | -5  |
|  | 9.   | Laveno Mombello   | 28 | 30 | 9  | 10 | 11 | 40 | 50 | -10 |
|  | 10.  | Mariano           | 27 | 30 | 8  | 11 | 11 | 46 | 51 | -5  |
|  | 11.  | Mobilieri Bovisio | 25 | 30 | 9  | 7  | 14 | 52 | 55 | -3  |
|  | 11.  | Gerenzanese       | 25 | 30 | 9  | 7  | 14 | 39 | 56 | -17 |
|  | 13.  | Vedanese          | 24 | 30 | 7  | 10 | 13 | 39 | 61 | -22 |
|  | 14.  | Caronnese         | 23 | 30 | 8  | 7  | 15 | 47 | 63 | -16 |
|  | 15.  | Sommese           | 20 | 30 | 7  | 6  | 17 | 46 | 61 | -15 |
|  | 16.  | Lonatese          | 11 | 30 | 2  | 7  | 21 | 46 | 94 | -48 |

Legenda:
      Ammesso alle finali regionali.
  Retrocesso e in seguito riammesso.
Regolamento:
Due punti a vittoria, uno a pareggio, zero a sconfitta.
Pari merito in caso di pari punti.

## Girone E

### Squadre partecipanti
| Squadra                 | Città (provincia)          | Stagione precedente |
| ----------------------- | -------------------------- | ------------------- |
| A.C. Banca del Lavoro   | Milano                     |                     |
| F.B.C. Casteggio        | Casteggio (PV)             |                     |
| A.S. Castelnovese       | Castelnuovo Scrivia (AL)   |                     |
| A.C. Codogno            | Codogno (MI)               |                     |
| S.S. Franco Scarioni    | Milano                     |                     |
| U.S. Fiorenzuola        | Fiorenzuola d'Arda (PC)    |                     |
| Pol. Livraga            | Livraga (MI)               |                     |
| U.S. Melegnanese        | Melegnano (MI)             |                     |
| Moto Alpino Stradella   | Stradella (PV)             |                     |
| C.S. Pirelli            | Milano-Bicocca             |                     |
| U.S. Pizzighettonese    | Pizzighettone (CR)         |                     |
| A.C. Pro Casale         | Casalpusterlengo (MI)      |                     |
| C.S. Rizzoli            | Milano                     |                     |
| A.S. Sant'Angelo        | Sant'Angelo Lodigiano (MI) |                     |
| U.S. Soresinese         | Soresina (CR)              |                     |
| G.S. Supercortemaggiore | Cortemaggiore (PC)         |                     |

### Classifica finale
|  | Pos. | Squadra               | Pt | G  | V  | N  | P  | GF | GS | DR  |
|  | ---- | --------------------- | -- | -- | -- | -- | -- | -- | -- | --- |
|  | 1.   | Rizzoli               | 46 | 30 | 19 | 8  | 3  | 84 | 33 | +51 |
|  | 2.   | Banca del Lavoro      | 45 | 30 | 20 | 5  | 5  | 82 | 32 | +50 |
|  | 3.   | Codogno               | 44 | 30 | 18 | 8  | 4  | 72 | 35 | +37 |
|  | 4.   | Livraga               | 35 | 30 | 13 | 9  | 8  | 53 | 37 | +16 |
|  | 5.   | Sant'Angelo           | 33 | 30 | 12 | 9  | 9  | 55 | 45 | +10 |
|  | 5.   | Fiorenzuola           | 33 | 30 | 12 | 9  | 9  | 50 | 47 | +3  |
|  | 5.   | Supercortemaggiore    | 33 | 30 | 9  | 15 | 6  | 42 | 43 | -1  |
|  | 8.   | Pro Casale            | 31 | 30 | 9  | 13 | 8  | 48 | 46 | +2  |
|  | 9.   | Melegnanese           | 28 | 30 | 10 | 8  | 12 | 35 | 40 | -5  |
|  | 9.   | Casteggio             | 28 | 30 | 12 | 4  | 14 | 42 | 50 | -8  |
|  | 11.  | Castelnovese          | 26 | 30 | 9  | 8  | 13 | 40 | 51 | -11 |
|  | 11.  | Soresinese            | 26 | 30 | 9  | 8  | 13 | 46 | 58 | -12 |
|  | 13.  | Pizzighettonese       | 24 | 30 | 7  | 10 | 13 | 55 | 64 | -9  |
|  | 14.  | Moto Alpino Stradella | 21 | 30 | 9  | 3  | 18 | 35 | 65 | -30 |
|  | 15.  | Pirelli               | 19 | 30 | 6  | 7  | 17 | 44 | 79 | -35 |
|  | 16.  | Franco Scarioni       | 8  | 30 | 1  | 6  | 23 | 20 | 78 | -58 |

Legenda:
      Ammesso alle finali regionali.
      Retrocesso in Prima Divisione.
Regolamento:
Due punti a vittoria, uno a pareggio, zero a sconfitta.
Pari merito in caso di pari punti.

## Finali per il titolo

### Quarti di finale
| Squadra 1           | Totale | Squadra 2  | Andata    | Ritorno   |
| ------------------- | ------ | ---------- | --------- | --------- |
|                     |        |            | 19-5-1957 | 26-5-1957 |
| Ponte San Pietro    | 5 - 3  | Solbiatese | 3 - 1     | 2 - 2     |
| Rizzoli             | 3 - 2  | Magenta    | 2 - 1     | 1 - 1     |
| Riposa: Vimercatese |        |            |           |           |

### Semifinale
| Squadra 1                | Totale | Squadra 2 | Andata   | Ritorno  |
| ------------------------ | ------ | --------- | -------- | -------- |
|                          |        |           | 2-6-1957 | 9-6-1957 |
| Vimercatese              | 5 - 4  | Rizzoli   | 5 - 2    | 0 - 2    |
| Riposa: Ponte San Pietro |        |           |          |          |

### Finali
| Squadra 1        | Totale | Squadra 2   | Andata    | Ritorno   |
| ---------------- | ------ | ----------- | --------- | --------- |
|                  |        |             | 16-6-1957 | 23-6-1957 |
| Ponte San Pietro | 2 - 0  | Vimercatese | 1 - 0     | 1 - 0     |

### Giornali
- Archivio della Gazzetta dello Sport, stagione 1957-1958, consultabile presso le Biblioteche:
  - Biblioteca Nazionale Braidense di Milano;
  - Biblioteca Nazionale Centrale di Firenze;
  - Biblioteca Nazionale Centrale di Roma;
  - Biblioteca Civica Berio di Genova;
  - e presso Emeroteca del C.O.N.I. di Roma (non è online ma è da consultare in sede).

### Libri
- Annuario 1956-1957 della F.I.G.C. - Roma (1957).
- Pietro Serina, Bergamo in Campo - 1905-1994: il nostro calcio, i suoi numeri, Zanica (BG), L'Impronta Edizioni, 1995.
- Pietro Serina, La Sebinia - Un secolo della nostra storia, Castenedolo, Stampato da Stilgraf, settembre 2000,  p. 108.
- Tutti gli uomini del pallone - F.C. Laveno Mombello 50° di fondazione (1947-1997) Francesco Ottone.
- Antonio Rivolta, Cento anni di calcio a Morbegno (storia del Morbegno Calcio 1908), Morbegno (SO), settembre 2008.
- AA.VV., U.S. Aurora Brollo Desio - 1922-72 50 anni, Desio (MI), U.S. Aurora Brollo Desio, stampato da Tipolitografia Enrico Meda, 1972.
- Angelo Ghitti, I diciotto anni della Romanese, Bergamo, Editrice Corponove, maggio 1979.
- Rino Tinelli, Cento battiti ... un solo Cuore - TRITIUM, Trezzo sull'Adda (MI), S.S. Tritium 1908 - Fotolito e stampa: Modulimpianti S.n.c., Grezzago (MI), 15 dicembre 2008.
- Pino Pagani, Brevi di cronaca lunga cento anni - 1908 A.C. Codogno (associazione calcio) - Codogno. Un secolo di storia, Corno Giovine (LO), MG Artigrafiche s.a.s., maggio 2008.
- Cristiano Devecchi e Fabrizio Quaini, Sant'Angelo leggenda rossonera 100 anni di calcio, Sant'Angelo Lodigiano (LO), Tipografia Cerri & Servida, dicembre 2010.
- Virgilio Oleotti, 1928 - 1988 sessant'anni di calcio US Melegnanese, Melegnano (MI), U.S. Melegnanese - Stampa INGRAF Industria Grafica S.r.l. Milano, maggio 1988.